# Petrus Sabatier
Petrus Sabatier oder Pierre Sabatier (* 1682 in Poitiers; † 24. März 1742 in Reims) war ein französischer Benediktiner der Mauriner-Kongregation und Textforscher an der Vetus Latina.

## Leben und Werk

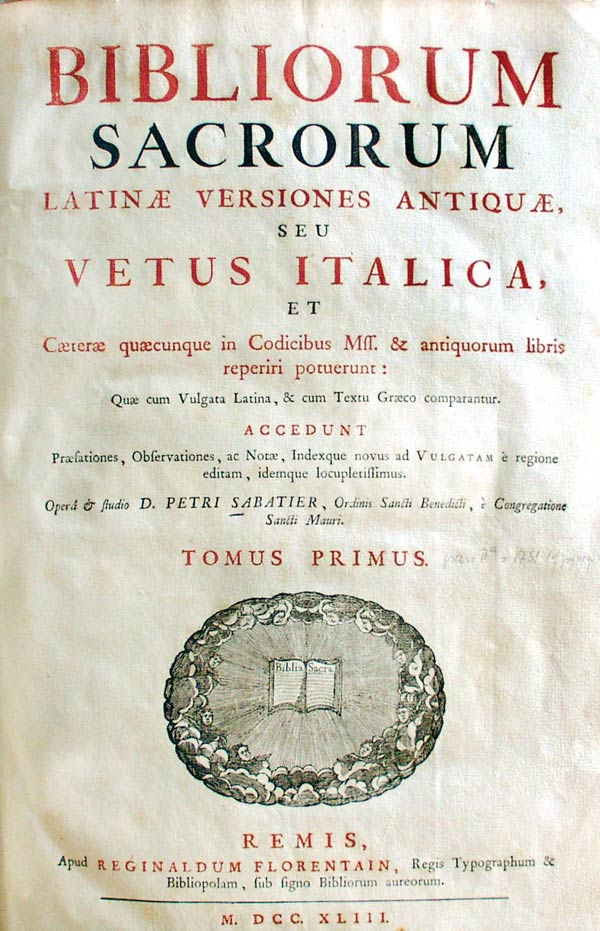
Vetus Italica, Titelseite des ersten Bandes

Pierre Sabatier wurde im Alter von 18 Jahren Benediktiner der Kongregation der Ordensgemeinschaft der Mauriner des heiligen hl. Maurus und dann der Abtei Saint-Germain-des-Prés in Paris nahe der Sorbonne zugeteilt. Hier wurde er unter der Leitung von Jean Mabillon, Thierry Ruinart (1657–1709) und anderen Benediktiner-Gelehrten in die Gelehrsamkeit eingeführt, wobei er unter anderem mit der Niederschrift der chronologischen Aufzeichnungen des Ordens, den Annalen (Annales bénédectines) beschäftigt war. Nach Ruinarts Tod, der ein Freund Sabtiers war, wurde Sabatier wegen des Verdachts auf Jansenismus in die Abtei Saint-Nicaise in Reims verbannt, wo er sich ganz seiner Arbeit an den alten lateinischen Versionen der Bibel und deren Druck widmen konnte. Ziel dieser Arbeit war es, die von ihm so genannte Vetus Italica zu rekonstruieren, also die lateinische Bibelübersetzungsfamilie, die im Westen gebraucht wurde, bevor im 5. Jahrhundert die Übersetzung des Hieronymus als Vulgata allgemein rezipiert wurde. Dafür durchforschte er drei Jahrzehnte lang alle ihm zugänglichen Fragmente der altlateinischen Bibel sowie Abschriften und Drucke frühchristlicher lateinischer Kirchenschriftsteller und exzerpierte deren Bibelzitate. Das Ergebnis, eine Synopse der Vetus Italica und der Vulgata Nova, wurde mit Sabatiers umfangreichen Kommentaren und Anmerkungen erst nach seinem Tod 1743–1751 in drei Bänden gedruckt (alle mit dem Druckjahr 1743). Das Werk blieb für die Textforschung lange Zeit grundlegend.
Dass in Saint-Germain-des-Prés der wissenschaftliche Schwerpunkt der Mauriner lag, darauf deutet auch die Widmung seines großen Bibelwerks an den Herzog von Orléans, der in Paris lebte. Allerdings erschien das Werk in Reims, wo mit Saint-Remi ebenfalls eine bedeutende Maurinerabtei existierte.
Das Werk erschien unter dem Titel “Bibliorum Sacrorum latinae versiones antiquae seu vetus Italica et ceterae quaecumque in codicibus manuscriptis et antiquorum libris reperiri potuerunt, quae cum Vulgata latina et cum textu graeco comparantur, voll. 3”. Das dritte Werk wurde von den Benediktinern F. Baillard d’Inville und V. De la Rue in Reims 1743–1749 und als Neuausgabe in Paris 1739–1751, mit einem etwas modifizierten Titel, herausgegeben. Die Arbeit Sabatiers, die sich sowohl auf die lateinischen Bibelkodizes des vor-geronymischen  Textes, als auch auf Zitate altchristlicher Schriftsteller und Dokumente stützte, war grandios und für die damalige Zeit erschöpfend.
Sabatier gehörte zur historischen Schule der französischen Mauriner des 17. und 18. Jahrhunderts, die sich die Herausgabe und, wo erforderlich, die Rekonstruktion grundlegender Texte der Ordens- und Kirchengeschichte zur Aufgabe gemacht hatten. Sie leisteten darin Pionierarbeit und entwickelten die Methoden selbst. In vieler Hinsicht waren sie Wegbereiter der historisch-kritischen Textforschung.

## Veröffentlichungen
- Bibliorum Sacrorum latinae versiones antiquae, seu Vetus Italica, et Caeterae quaecunque in Codicibus M[anu]s[criptis] & antiquorum libris reperiri potuerunt: Quae cum Vulgata Latina, & cum Texto Graeco comparantur.
  - Band 1, Reims 1743 (Digitalisat)
  - Band 2, Reims 1743 (Digitalisat)
  - Band 3, Reims 1743 (Digitalisat)